# 威廉·鲍曼 (手球运动员)
威廉·鲍曼（德語：Wilhelm Baumann，1912年8月12日—1990年3月14日），德国男子室外手球运动员。他曾代表德国国家队参加1936年夏季奥林匹克运动会室外手球比赛，获得一枚金牌。